# Rdeča dvorana
Rdeča dvorana – obiekt widowiskowo-sportowy w Velenju. Hala otwarta została 26 listopada 1975 roku.
W tym obiekcie rozgrywano mecze fazy grupowej Mistrzostw Europy w Piłce Ręcznej Mężczyzn 2004.
Z hali korzysta klub piłki ręcznej RK Gorenje Velenje.
W hali organizowane były wydarzenia sportowe związane z piłką ręczną, futsalem, tenisem ziemnym, boksem, karate, tenisem stołowym oraz podnoszeniem ciężarów.